# Leelah Alcorn
Leelah Alcorn (15. listopadu 1997 Kings Mills, Ohio – 28. prosince 2014) byla americká transgender dívka, která v roce 2014 spáchala sebevraždu, čímž přitáhla pozornost světových médií k problematice diskriminace transgender lidí. 
Leelah Alcorn se narodila do konzervativní křesťanské rodiny v Ohiu jako Joshua Ryan Alcorn. Když jí bylo 14 let, svěřila se rodičům. Ti však odmítli přijmout její genderovou identitu a v jejích 16 letech jí zakázali podstoupit hormonální léčbu. Místo toho ji poslali na kontroverzní křesťanskou konverzní terapii s cílem, aby odmítla svou genderovou identitu a přijala identitu pohlavní. Poté, co svým spolužákům řekla, že ji přitahují muži, jí rodiče zakázali přístup k sociálním sítím a vzali ji ze školy. Ve svém dopise na rozloučenou Leelah napsala o pocitech osamělosti a odvrženosti, které ji přiměly k tomu, aby si vzala život, a jako viníky označila právě rodiče. Dne 28. prosince 2014 spáchala sebevraždu tím, že vstoupila do vozovky 71. vnitrostátní dálnice.
Svůj dopis na rozloučenou publikovala na Tumblr tak, aby se zveřejnil několik hodin po její smrti. Brzy upoutal mezinárodní pozornost a dostal se do světových médií. Případem se začali zabývat i aktivisté za práva LGBT. Upozorňovali na problémy, kterým musí čelit transgender mládež, a uctili její památku. Vznikla petice za zavedení tzv. „Leelah's Law“ (zákona Leelah), který by ve Spojených státech amerických zakázal konverzní terapie. Prezident Barack Obama vyjádřil tomuto zákonu svou podporu. Rodiče Leelah Alcorn čelili kritice za to, že zavinili smrt svého dítěte. Ti se však bránili, že odmítli respektovat genderovou identitu jejich dcery a že ji poslali na terapii z důvodu svého náboženského vyznání.

## Život
Leelah se narodila Carle a Dougovi Alcornovým v Ohiu. Po narození byla pojmenována jako Joshua Ryan Alcorn. Toto své jméno však odmítala a později do dopisu na rozloučenou se podepsala jako „Leelah Josh Alcorn“. Vyrůstala v konzervativním katolickém prostředí. Ona i její rodina navštěvovali Northeast Church of Christ v Cincinnati.
Ve svém dopise Leelah popisovala, že se cítí jako „dívka uvězněná v těle kluka“ už od svých 4 let, a že se za trans člověka považuje od 14 let, kdy se s tímto termínem poprvé setkala. Podle dopisu tehdy ihned informovala svou matku, která reagovala „extrémně negativně“. Odporovala jí, že je to pouze přechodná fáze a že bůh ji stvořil mužem, a že tedy nemůže být ženou. Leelah psala, že ji to přimělo nenávidět sebe samu a že ji začaly trápit deprese. Matka ji poslala na křesťanskou konverzní terapii, kde jí „pouze víc křesťanů říkalo, že je sobec, že se mýlí a že by měla žádat boha o pomoc“. V 16 letech požádala o svolení, aby mohla podstoupit hormonální léčbu, to ale její rodiče zamítli. „Cítila jsem se beznadějně, že budu vypadat jako muž a že se budu trápit do konce života. Když jsem na své 16. narozeniny nedostala jejich souhlas se započetím přeměny, plakala jsem až do usnutí.“
V 16 letech o sobě Alcorn zveřejnila, že je přitahována muži. Věřila, že jí to pomůže při jejím pozdějším vnějším coming outu jako transgender ženě. Její kamarád z dětství později médiím řekl, že se setkala většinou s pozitivními reakcemi. Její rodiče ale tento počin vyděsil. Leelah o tom později napsala: „Cítili se jako že tím shazuji jejich reputaci, že je ztrapňuji. Chtěli, abych byla jejich perfektním heterosexuálním křesťanským chlapcem, a to já očividně nechci.“ Nechali ji vyřadit ze střední školy v Kings High a zapsali ji do 11. ročníku internetové školy Ohio Virtual Academy. Leelah napsala, že ji rodiče na dalších pět měsíců izolovali od světa a odepřeli jí přístup k sociálním sítím, médiím a dalším komunikačním prostředkům. Toto považovala za jeden z nejdůležitějších faktorů, které ji přiměly spáchat sebevraždu. Na konci školního roku jí rodiče vrátili telefon a dovolili jí obnovit kontakt s přáteli, v té době však měla vztah s přáteli velmi napjatý a nadále se cítila osamocená.
Dva měsíce před svou smrtí vyhledávala pomoc na síti Reddit, ptala se uživatelů, jestli postup rodičů není považován za zneužívání dětí. Z jejího dotazu je patrné, že ji rodiče nikdy fyzicky nenapadli, „vždycky na mě mluvili velmi hanlivým tónem a říkali věci jako: «Nikdy nebudeš opravdovou holkou», «Co chceš dělat, mrdat s klukama?», nebo «Bůh tě pošle rovnou do pekla!». To vše mě přimělo se nesnášet, tou dobou jsem byla křesťanka, a tak jsem si myslela, že mě Bůh nenávidí a že si nezasloužím žít. Snažila jsem se ze všech sil žít podle jejich standardů a být heterosexuálním mužem, ale pak mi došlo, že nenávidím víru a nenávidím i své rodiče.“ Na Redditu se také zmínila, že jí bylo předepsáno antidepresivum Prozac. V závěru svého příspěvku napsala: „Prosím pomozte mi, nevím, co mám dělat a už to dlouho nevydržím.“
Poblíž místa, kde spáchala sebevraždu, byl nalezen její počítač. Bylo z něj zjištěno, že už několik dní plánovala skočit z mostu nad 71. vnitrostátní dálnicí a že před incidentem kontaktovala tísňovou linku, kde se vyplakala operátorce.

## Smrt
Před svou smrtí 28. prosince 2014 Alcorn zveřejnila na Tumblr dopis na rozloučenou, ve kterém psala o diskriminaci transgender lidí a doufala, že tento dopis napomůže zrovnoprávnění transgender lidí, jejich podpoře a začlenění do společnosti. Zveřejnění dopisu naplánovala na 17.30 hodin. V dopise popisuje, co ji k tomuto kroku dovedlo.
Napsala, že si přeje, aby všechen její majetek byl darován organizacím hájícím práva translidí, a že by si přála, aby se o poruchách pohlavní identity učilo ve školách. Dopis ukončila slovy: „Má smrt musí mít význam. Má smrt musí být připočtena k mnoha dalším translidem, kteří si letos vzali život. Chci, aby se pak na to číslo někdo podíval, řekl si «to je na hovno» a napravil to. Napravil společnost. Prosím.“ Chvíli poté se zobrazila i další zpráva, nadepsaná „Promiňte“, která byla určena přátelům a příbuzným. Omlouvala se v ní za trauma, které jim způsobí. Zároveň přiložila i zprávu pro své rodiče: „Jděte do prdele! Nemůžete takhle ovládat jiné lidi. To je prostě špatně.“ Další, ručně psaný dopis byl nalezen na její posteli. Její matka ho vyhodila poté, co si policie udělala jeho kopii.
V brzkých ranních hodinách 28. prosince policie informovala média, že před půl třetí ráno dívku srazil kamion, když šla jižně po 71. vnitrostátní dálnici před exitem South Lebanon. Zemřela na místě. Pravděpodobně sem došla z domova v Kings Mills v Ohiu, 3 až 4 míle vzdáleného. Dálniční policie státu Ohio zahájila vyšetřování, její tělo nechala přepravit ke koronerovi okresu Montgomery a byla nařízena soudní pitva. Řidič kamionu neutrpěl žádná zranění a nebyla mu uznána žádná vina.
Během 48 hodin měl její dopis na rozloučenou 82272 zobrazení a do konce roku 2014 byl na síti Tumblr sdílen více než 200000krát. Její dopis byl ze sítě odstraněn poté, co o to požádali její rodiče. Zároveň se znepřístupnil její blog. Kněz sdělil, že se její rodiče rozhodli pro pohřeb v kruhu rodinném, poté co jim lidé začali zasílat výhružné zprávy. Její tělo bylo zpopelněno. Policie ukončila vyšetřování 30. dubna 2015 a případ oficiálně označila jako sebevraždu. 

## Reakce

### Reakce rodičů
Dne 28. prosince odpoledne napsala Carla Alcorn, matka Leelah, na svůj Facebook příspěvek: „Můj sladký 16letý syn Joshua Ryan Alcorn odešel dnes ráno do Nebe. Srazil ho kamion při jeho ranní vycházce. Děkuji vám za zprávy a projevenou soustrast. Prosím, modlete se za nás.“ Následně byla její zpráva vymazána a účet zablokován. Rodina pak veřejně požádala, aby jim bylo dopřáno soukromí. Škola, kterou Leelah nevštěvovala, vydala zprávu, ve které uvedla: „Joshua Alcorn byl sladký, talentovaný a soucitný.“ Zaměstnanci dodali, že studentům, které tragédie zasáhla, budou k dispozici poradci. K uctění její památky drželi studenti minutu ticha před basketbalovým zápasem 30. prosince 2014. Někteří z dívčiných podporovatelů poté kritizovali matku za to, že neuznává dceřinu genderovou identitu a že o ní mluví ve špatném rodě. Ta však žádnou kritiku neuznala a vyjádřila se ke komentářům tím, že „svého syna velmi milovala“ a že odmítá transgender z náboženských důvodů.

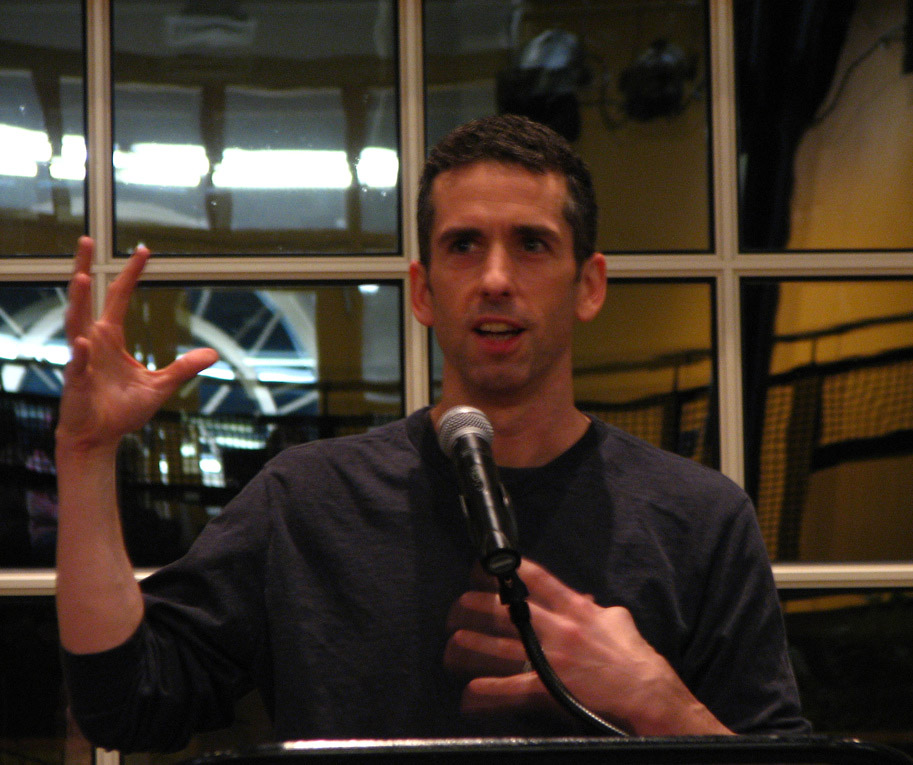
Obhájce LGBT práv Dan Savage požadoval, aby rodiče Leelah čelili trestní zodpovědnosti za zavinění smrti jejich dcery.

### Leelah's Law
Po smrti Leelah Alcorn vznikla díky Transgender Human Rights Institute petice s názvem Leelah's Law (Zákon Leelah), jejímž cílem bylo zakázat konverzní terapie v USA. Ke dni 24. ledna 2015 petici podepsalo 330 tisíc lidí a stala se tak nejrychleji rostoucí na serveru Change.org. Institut také přispěl do listu The Independent se statistikou, která poukazovala na skutečnost, že podobným problémům jako Leelah čelí spousta dalších lidí. Uvedl, že přes 50 % translidí, jejichž identitu společnost odmítá, spáchá sebevraždu před dovršením 20 let. Podle dalšího průzkumu 72 % sebevražd z LGBT lidí spáchaly trans ženy.
Další iniciativa za prosazení zákona vznikla v sekci „My, lidé“ na oficiálních stránkách Bílého domu. Prezident Barack Obama vyjádřil peticím podporu a od dubna 2015 vešel v platnost zákaz provádění těchto kontroverzních terapií.